# Lahr (Reno-Hunsrück)
Lahr è un comune di 163 abitanti della Renania-Palatinato, in Germania.
Appartiene al circondario (Landkreis) del Reno-Hunsrück (targa SIM o GOA) ed è parte della comunità amministrativa (Verbandsgemeinde) di Kastellaun.